# Christoffer Jansson
Christoffer Jansson, född 20 juni 1998 i Stockholm, är en svensk professionell ishockeyspelare som spelar för Färjestad BK i SHL. Han spelar som center och är känd för sin spelskicklighet, passningssäkerhet och offensiva speluppfattning.

## Karriär
Jansson började sin karriär i Tullinge TP innan han tog klivet till Djurgårdens IFs U16-lag säsongen 2013/14, där han stod för 40 poäng på 27 matcher. Därefter spelade han i VIK Västerås HKs juniorverksamhet, där han successivt tog kliv uppåt till J20 SuperElit och till slut fick chansen i A-laget i Hockeyallsvenskan.
Säsongen 2017/18 skrev han på för Timrå IK, där han spelade både i juniorlaget och A-laget. Han gjorde debut i SHL säsongen 2018/19 med Timrå och noterades för två mål på sex matcher.
Under säsongen 2018/19 lånades han ut till Borlänge HF i Hockeyettan, där han stod för 41 poäng på 35 matcher. Inför säsongen 2020/21 skrev han på för Hudiksvalls HC, där han snabbt etablerade sig som en av lagets bärande spelare. Under sina fyra säsonger i Hudiksvall var han en av Hockeyettans mest produktiva spelare.
Säsongen 2023/24 vann han poängligan i Hockeyettan med totalt 51 poäng i grundserien. Inför säsongen 2024/25 skrev han på för BIK Karlskoga i Hockeyallsvenskan och stod för 36 poäng på 52 matcher. Den 15 april 2025 blev det officiellt att Jansson skrivit på för Färjestad BK i SHL inför säsongen 2025/26.

## Statistik

### Klubbkarriär (senior)
| Säsong    | Lag             | Liga              | GP  | G  | A   | P   | PIM |
| --------- | --------------- | ----------------- | --- | -- | --- | --- | --- |
| 2016/17   | VIK Västerås HK | Hockeyallsvenskan | 18  | 0  | 2   | 2   | 2   |
| 2017/18   | Timrå IK        | Hockeyallsvenskan | 10  | 0  | 0   | 0   | 0   |
| 2018/19   | Timrå IK        | SHL               | 6   | 2  | 0   | 2   | 2   |
| 2018/19   | Borlänge HF     | Hockeyettan       | 35  | 14 | 27  | 41  | 18  |
| 2019/20   | Timrå IK        | Hockeyallsvenskan | 44  | 2  | 0   | 2   | 12  |
| 2020–2024 | Hudiksvalls HC  | Hockeyettan       | 156 | 54 | 119 | 173 | 70  |
| 2024/25   | BIK Karlskoga   | Hockeyallsvenskan | 52  | 12 | 24  | 36  | 24  |

### Slutspel/ kvalspel
| Säsong    | Lag            | Liga                   | GP | G  | A  | P  | PIM |
| --------- | -------------- | ---------------------- | -- | -- | -- | -- | --- |
| 2018/19   | Borlänge HF    | Hockeyettan (Kval)     | 3  | 2  | 0  | 2  | 2   |
| 2020–2024 | Hudiksvalls HC | Hockeyettan (Kval)     | 53 | 17 | 44 | 61 | 18  |
| 2024/25   | BIK Karlskoga  | Kval Hockeyallsvenskan | 12 | 5  | 7  | 12 | 14  |

## Utmärkelser
- 2023/24 – Flest poäng i Hockeyettan (51 poäng)
- 2023/24 – Flest poäng i AllEttan Norra (22 poäng)

## Övergångar
- 2020-08-05 – Från Timrå IK till Hudiksvalls HC
- 2024-04-26 – Från Hudiksvalls HC till BIK Karlskoga
- 2025-04-15 – Från BIK Karlskoga till Färjestad BK